# Syndrome de Noé

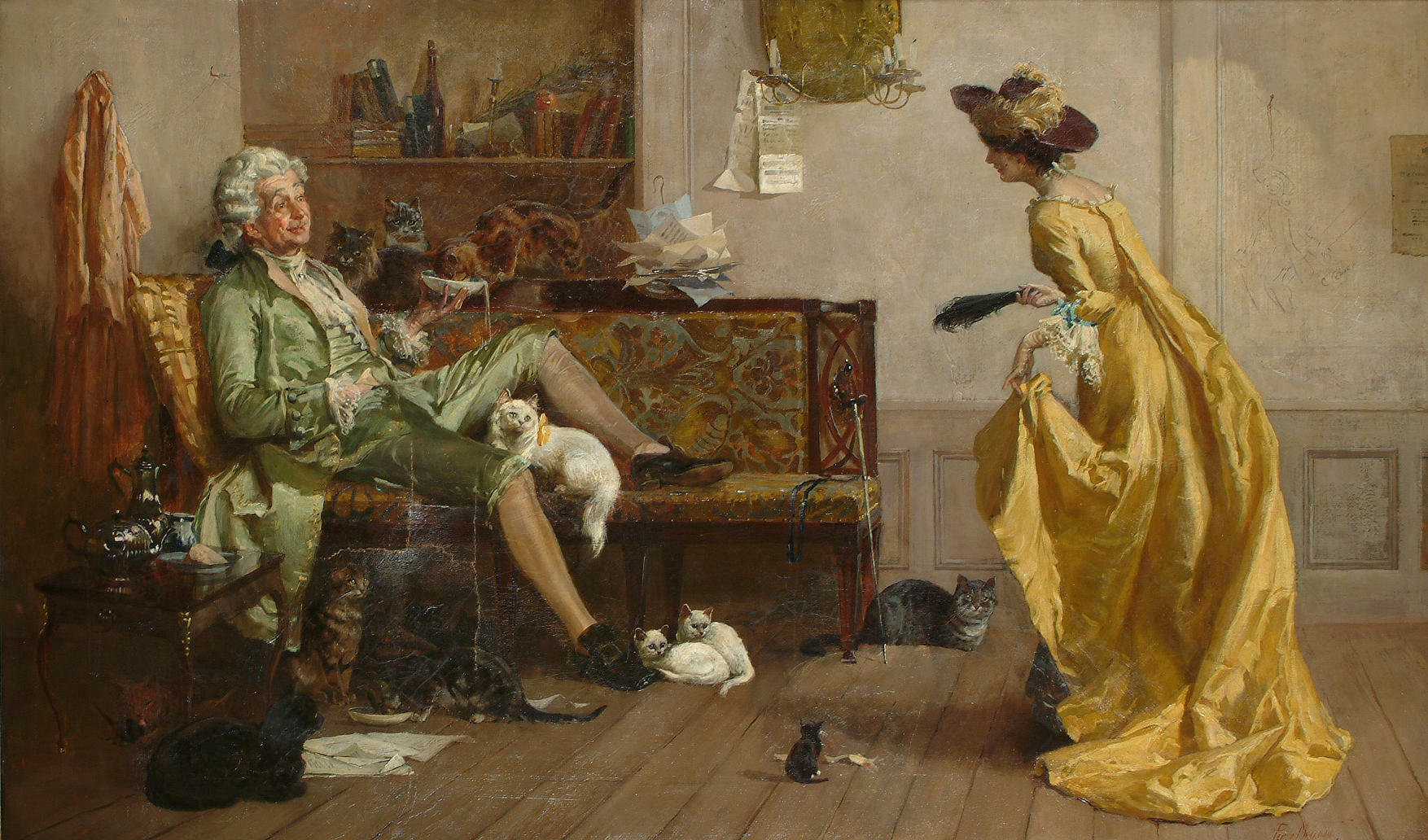
Dame en visite chez un amateur de chats excentrique. Vers 1925, peint par Percy Thomas MacQuoid (1852-1925).

Le syndrome de Noé est un trouble mental qui conduit à posséder trop d'animaux de compagnie. Plus exactement, on possède plus d'animaux qu'on ne peut en héberger, nourrir et soigner correctement, le point commun des malades étant l'incapacité à saisir la gravité de la situation. Cette dérive peut être le fait d'une personne seule, mais aussi d'un groupe d'individus, sous la forme d'un refuge pour animaux.

## Symptômes

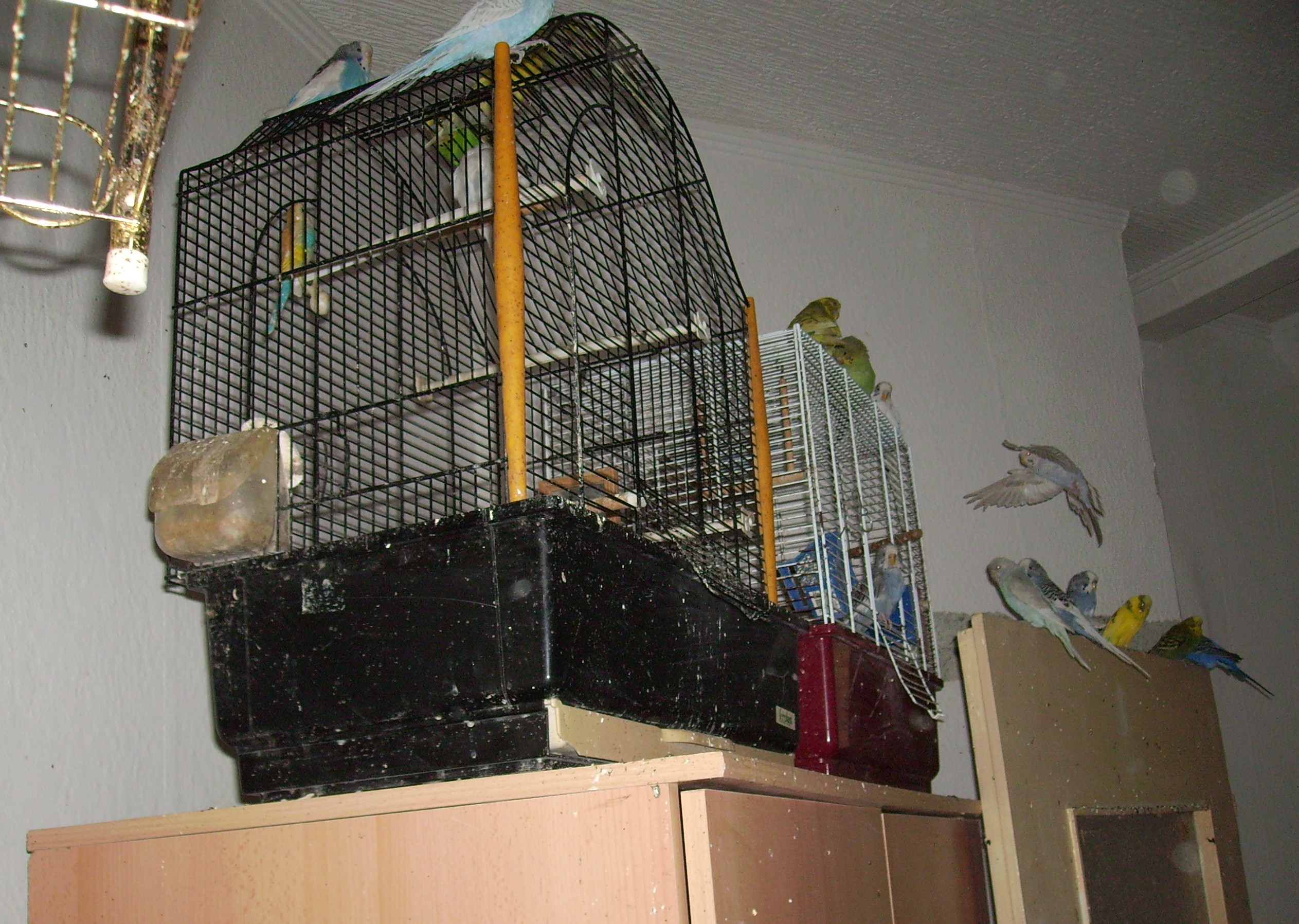
Accumulation d'oiseaux dans un appartement dégradé.

Il s'agit d'une forme particulière de syllogomanie dans laquelle la personne accumule, non des objets, mais des animaux. Ces deux syndromes peuvent être simultanés, les personnes cumulant à la fois des objets et des animaux,.
Ce syndrome est évalué selon trois critères principaux : premièrement, les personnes touchées hébergent plus d'animaux que la moyenne ; deuxièmement, elles ne parviennent plus à leur assurer des conditions de bien-être élémentaires ; enfin, elles sont vraiment attachées à leurs animaux, n'envisagent pas de s'en séparer et ne veulent pas admettre qu'elles les font souffrir,.
Chez une personne seule, les signes qui doivent alarmer l'entourage sont les suivants :
- une difficulté à évaluer le nombre d'animaux hébergés, tant ils sont nombreux ;
- le logement est détérioré, mal rangé et très sale (excréments, urine…) ;
- les animaux ne sont pas en bonne santé (parasités, mal nourris, entassés, malades…) ;
- l'individu est isolé de la communauté et semble lui-même négligé ;
- l'individu insiste sur le fait que tous les animaux sont heureux et en bonne santé, même en cas de signes évidents de détresse et de maladie.

Dans le cadre d'un groupe, les signes d'alerte sont les suivants :
- réticence à faire visiter les installations ;
- le nombre exact d'animaux hébergés n'est pas divulgué ;
- les efforts pour faire adopter des animaux sont faibles ;
- le nombre d'animaux recueillis augmente malgré le mauvais état de santé de ceux qui sont déjà présents ;
- les refuges légitimes et les organisations de sauvetage sont considérés comme des ennemis ;
- le rendez-vous de prise en charge des animaux est organisé de préférence ailleurs que dans les installations.

## Causes
Les causes de ce trouble ne sont pas encore clairement définies. Si les premières recherches s'orientaient vers une variante des troubles obsessionnels-compulsifs (TOC), des études et théories ultérieures évoquent plutôt des troubles de l'attachement associés à des troubles de la personnalité, la paranoïa, la pensée délirante, la dépression ou autres maladies mentales.
Un événement traumatisant ou une perte est parfois le déclencheur.
D'autres malades peuvent apparaître comme des personnes sensées. Ils se considèrent comme des sauveurs d'animaux abandonnés et dérivent progressivement vers la maltraitance passive, faute de moyens et de soins.

## Profil des malades
Selon la première étude réalisée en 1999 à ce sujet aux États-Unis par le vétérinaire Gary Patronek, ce trouble atteindrait plus particulièrement des femmes âgées de plus de 40 ans et vivant seules,,.
Cependant, les personnes concernées peuvent être aussi bien des hommes que des femmes, de toutes origines. Les personnes âgées sont plus à risque, en raison de leur santé défaillante ou de leur isolement social.
Ces personnes craignent généralement que leurs animaux soient tués ou de ne plus jamais les revoir si elles acceptent une aide extérieure.

## Législation
C'est la loi sur la cruauté envers les animaux qui permet généralement de contraindre les personnes à fournir suffisamment de nourriture, d'eau et de soins vétérinaires à leurs animaux. 
Aux États-Unis, deux États ont une loi dédiée : en 2001, l'Illinois crée une définition juridique dans le cadre de la cruauté envers les animaux et, en 2008, Hawaï est le seul qui interdit spécifiquement l’animal hoarding.
Dans certains cas, les juges peuvent imposer des conditions qui aident réellement le stockeur, par exemple en exigeant une prise en charge médicale ou en interdisant à la personne d'avoir des animaux.
En pratique, la voie légale n'est pas toujours la mieux adaptée pour remédier à ce genre de situation, car s'il n'y a pas de suivi médical des personnes atteintes par ce syndrome, elles sont susceptibles de recommencer, à moins d'être étroitement surveillées.

## Exemples

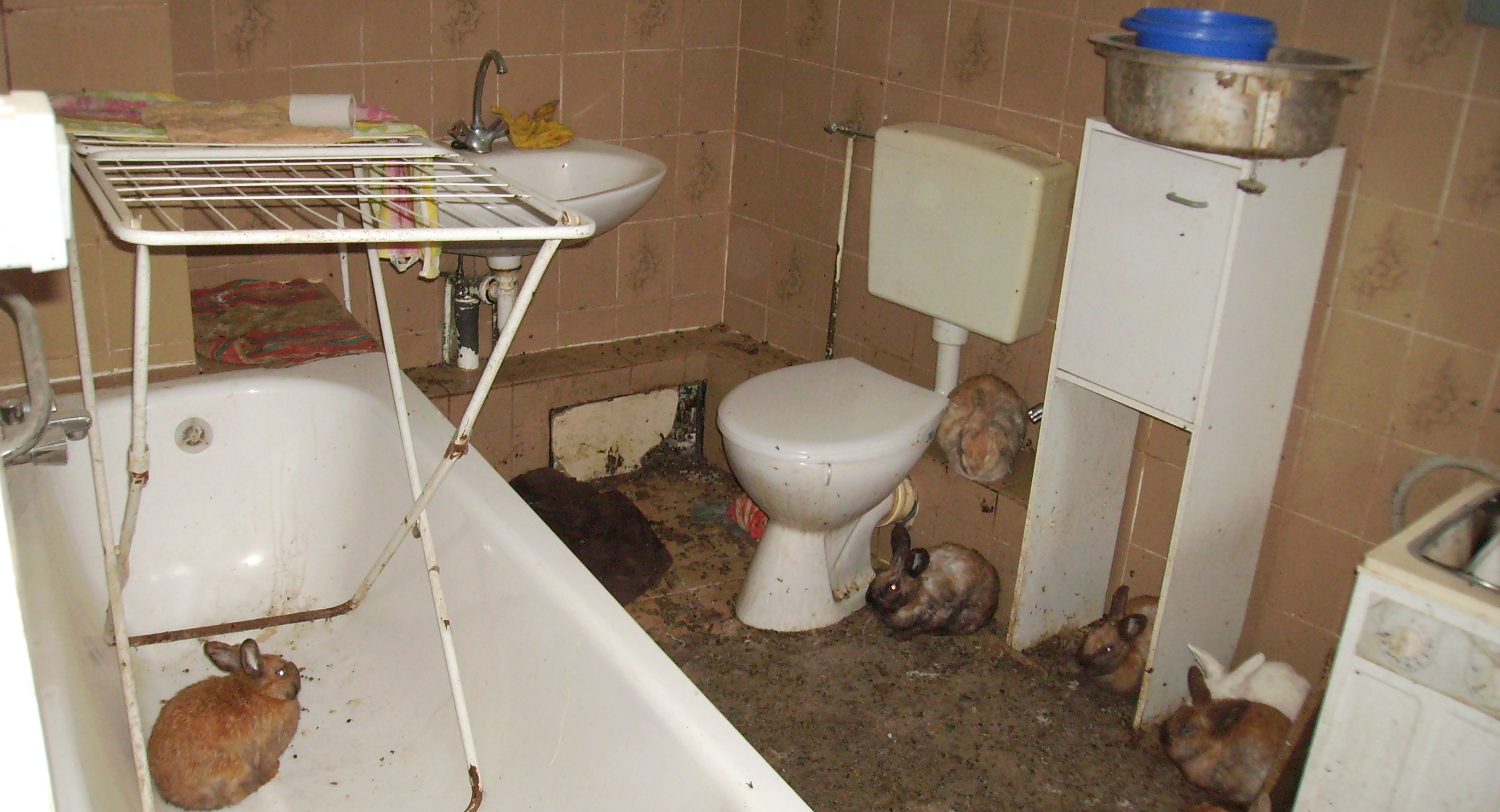
Lapins nains d'un propriétaire atteint du syndrome de Noé.

### Situations réelles
En 2011, sont par exemple retrouvés près de 200 animaux entassés dans un studio en France, à Rochefort en Charente-Maritime, dans des conditions sanitaires déplorables : 17 chats, un furet, un écureuil de Corée, une quarantaine de rats, des perruches, pigeons, tourterelles, tortues de Floride, cochons d'Inde, hamsters, souris, gerbilles, octodons, lapins et quatre poissons tropicaux.
Le 29 mai 2013, 36 bichons sont trouvés dans une maison à Bruère-Allichamps dans le Cher. Ils y vivaient depuis 2009 entassés dans 40 m2 et dans le noir. Leur état sanitaire était déplorable. Leur propriétaire, un sexagénaire, vivait seul ; il avait perdu sa femme quelques années auparavant.
Début mai 2015, 46 chiens ont été retrouvés à Linares en Espagne, chez un homme parti se faire hospitaliser pour cette maladie. Les chiens étaient affamés, squelettiques, et vivaient dans un endroit fermé, disposant d'une seule fenêtre. Certains étaient même dans des cages[réf. nécessaire].
En juin 2017, 38 chats et 4 chiens sont découverts dans l'appartement d'un homme de 41 ans situé à La Loye dans le Jura. Des animaux morts sont retrouvés dans un congélateur et certains ont servi de repas aux animaux encore en vie.
En septembre 2017, 130 chats sont découverts dans le studio de 25 m2 d'une femme de 60 ans à Paris.
Le 1er octobre 2017, 36 chats et 17 chiens sont retrouvés à Manosque (Alpes-de-Haute-Provence) dans l'appartement d'une femme d'une soixantaine d'années. Les animaux vivaient dans des conditions déplorables et une odeur pestilentielle se dégageait de l'appartement où vivaient les animaux, la plupart en cages.
En mars 2021, près de 30 animaux, 15 chiens et 8 chats, une tortue, des lapins, un chinchilla, un cochon d’Inde, une poule et un pigeon paon, sont retrouvés entassés, avec des conditions sanitaires déplorables, dans une maison située à Saint-Sulpice-de-Guilleragues, en Gironde. Les propriétaires récidivistes avaient pourtant déjà été condamnés pour des faits similaires en 2000 et en 2001, avec interdiction de détenir des animaux.
Le 3 avril 2024 un couple a été condamné à 1 an de prison avec sursis pour avoir gardé 159 chats et 7 chiens dans leur appartement à Nice.

### Fictions, culture populaire
Dans le dessin animé Les Simpson, Eleanor Abernathy, surnommée « la folle aux chats », est atteinte de ce trouble.